# Nuggets: Original Artyfacts from the First Psychedelic Era, 1965–1968
Nuggets: Original Artyfacts from the First Psychedelic Era, 1965–1968 är ett samlingsalbum på 27 spår innehållandes amerikansk garagerock. Det lanserades som dubbel-LP 1972 på Elektra Records. Det sammansattes av skivbolagets grundare Jac Holzman och gitarristen Lenny Kaye. En andra upplaga av albumet med annat omslag lanserades 1976 på Sire Records, och 1998 släpptes en utökad version på 4 CD-skivor. Vissa av låtarna på albumet hade varit relativt stora amerikanska hitsinglar, medan andra av låtarna var i stort sett okända för den breda massan.
År 2003 blev albumet listat av magsinet Rolling Stone i listan The 500 Greatest Albums of All Time på plats #196.

## Låtlista
(kompositör och listplacering på Billboard Hot 100 inom parentes)
1. The Electric Prunes: "I Had Too Much to Dream (Last Night)" (Annette Tucker, Nancie Mantz) – 3:02 (#11)
2. The Standells: "Dirty Water" (Ed Cobb) – 2:50 (#11)
3. The Strangeloves: "Night Time" (Bob Feldman, Jerry Goldstein, Richard Gottehrer)– 2:35 (#30)
4. The Knickerbockers: "Lies" (Beau Charles, Buddy Randell) – 2:46 (#20)
5. The Vagrants: "Respect" (Otis Redding) – 2:17
6. Mouse: "A Public Execution" (Knox Henderson, Ronnie Weiss) – 3:02
7. The Blues Project: "No Time Like the Right Time" (Al Kooper) – 2:49 (#96)
8. The Shadows of Knight: "Oh Yeah" (Ellas McDaniel) – 2:51 (#39)
9. The Seeds: "Pushin' Too Hard" (Richard Marsh) – 2:39 (#36)
10. The Barbarians: "Moulty" (Barbara Baer, Douglas Morris, Eliot Greenberg, Robert Schwartz) – 2:37 (#90)
11. The Remains: "Don't Look Back" (William McCord) – 2:45
12. The Magicians: "An Invitation to Cry" (Alan Gordon, James Woods) – 2:59
13. The Castaways: "Liar, Liar" (Dennis Craswell, Jim Donna) – 1:56 (#12)
14. 13th Floor Elevators: "You're Gonna Miss Me" (Roky Erickson) – 2:31 (#55)
15. Count Five: "Psychotic Reaction" (Craig Atkinson, John Byrne, John Michalski, Kenn Ellner, Roy Chaney) – 3:09 (#5)
16. The Leaves: "Hey Joe" (Billy Roberts) – 2:53 (#31)
17. Michael and the Messengers: "Romeo & Juliet" (Bob Hamilton, Fred Gorman) – 2:02 (#129)
18. The Cryan' Shames: "Sugar and Spice" (Fred Nightingale) – 2:33 (#49)
19. The Amboy Dukes: "Baby Please Don't Go" (Big Joe Williams) – 5:41 (#106)
20. Blues Magoos: "Tobacco Road" (John D. Loudermilk) – 4:44
21. The Chocolate Watchband: "Let's Talk About Girls" (Manny Freiser) – 2:45
22. The Mojo Men: "Sit Down, I Think I Love You" (Stephen Stills) – 2:25 (#36)
23. The Third Rail: "Run, Run, Run" (Arthur Resnick, Joey Levine, Kris Resnick) – 1:57 (#53)
24. Sagittarius: "My World Fell Down" (Geoff Stephens, John Shakespeare) – 3:52 (#70)
25. Nazz: "Open My Eyes" (Todd Rundgren) – 2:47 (#112)
26. The Premiers: "Farmer John" (Dewey Terry, Don Harris) – 2:29 (#19)
27. The Magic Mushrooms: "It's-a-Happening" (David Rice, Sonny Casella) – 2:47 (#93)

## Fotnoter
1. ↑  http://www.rollingstone.com/music/lists/500-greatest-albums-of-all-time-20120531/various-artists-nuggets-original-artyfacts-from-the-first-psychedelic-era-1965-1968-20120524